# David Abadías Aurín
David Abadías Aurín (ur. 31 lipca 1973 w Barcelonie) – hiszpański duchowny katolicki, biskup pomocniczy Barcelony od 2023.

## Życiorys

### Prezbiterat
Święcenia kapłańskie otrzymał 13 grudnia 1998 i został inkardynowany do archidiecezji barcelońskiej. W 2004 został prezbiterem nowo powstałej diecezji Terrassa. Pracował głównie jako duszpasterz parafialny, był też m.in. delegatem biskupim ds. katechezy, wykładowcą na Wydziale Teologicznym Katalonii oraz dziekanem dekanatu Mollet del Vallés.

### Episkopat
14 lutego 2023 papież Franciszek mianował go biskupem pomocniczym archidiecezji barcelońskiej, ze stolicą tytularną Urci. Sakry udzielił mu 25 marca 2023 kardynał Juan José Omella Omella.